# Lysidice galathina
Lysidice galathina är en ringmaskart som beskrevs av Savigny in Lamarck 1818. Lysidice galathina ingår i släktet Lysidice och familjen Eunicidae. Inga underarter finns listade i Catalogue of Life.